# Stefan Schwarz (Mathematiker)
Stefan Schwarz (* 18. Mai 1914 in Nové Mesto nad Váhom; † 6. Dezember 1996 in Bratislava) war ein slowakischer Mathematiker.

## Leben
Schwarz studierte ab 1932 an der Karls-Universität Prag und promovierte 1937 bei Karel Petr mit einer Dissertation über die Reduzierbarkeit von Polynomen über endlichen Körpern. Er lehrte an der technischen Universität in Bratislava. 1944 veröffentlichte er eine Abhandlung über Halbgruppen. Im selben Jahr kam er in das Konzentrationslager Sachsenhausen und war bei Kriegsende in Buchenwald. Zwei seiner Schwestern starben in Konzentrationslagern. Nach der Rückkehr in die Tschechoslowakei lehrte er wieder in Bratislava, wo er 1947 Professor an der Technischen Universität wurde. 1966 bis 1987 war er Direktor des mathematischen Instituts der slowakischen Akademie der Wissenschaften. 1982 wurde er an der Technischen Universität Bratislava emeritiert.
Er befasste sich mit Algebra (endliche Körper, Halbgruppen) mit Anwendungen in der Zahlentheorie, nicht-negativen und Booleschen Matrizen.
Er organisierte 1968 die erste internationale Konferenz über Halbgruppen und war 1970 Gründungsherausgeber der Zeitschrift Semigroup Forum. Außerdem war er 1950 Gründungsherausgeber des Mathematisch-Physikalischen Journals der Slowakischen Akademie der Wissenschaften (ab 1990 Mathematica Slovaca) und war ab 1945 Herausgeber des Czechoslovak Mathematical Journal. Beide Herausgeberschaften setzte er bis in die 1990er Jahre fort.
1952 wurde er Mitglied der Tschechoslowakischen Akademie der Wissenschaften und 1953 der Slowakischen Akademie der Wissenschaften, deren Präsident er 1965 bis 1970 war. 1980 erhielt er den Nationalpreis der slowakischen sozialistischen Republik.